# Genêts
Genêts és un municipi francès situat al departament de la Manche i a la regió de Normandia. L'any 2007 tenia 447 habitants.

## Demografia

### Població
El 2007 la població de fet de Genêts era de 447 persones. Hi havia 220 famílies de les quals 86 eren unipersonals (33 homes vivint sols i 53 dones vivint soles), 73 parelles sense fills, 49 parelles amb fills i 12 famílies monoparentals amb fills.
La població ha evolucionat segons el següent gràfic:
Habitants censats

### Habitatges
El 2007 hi havia 494 habitatges, 226 eren l'habitatge principal de la família, 244 eren segones residències i 24 estaven desocupats. 363 eren cases i 15 eren apartaments. Dels 226 habitatges principals, 176 estaven ocupats pels seus propietaris, 42 estaven llogats i ocupats pels llogaters i 8 estaven cedits a títol gratuït; 2 tenien una cambra, 18 en tenien dues, 48 en tenien tres, 64 en tenien quatre i 94 en tenien cinc o més. 147 habitatges disposaven pel capbaix d'una plaça de pàrquing. A 112 habitatges hi havia un automòbil i a 81 n'hi havia dos o més.

### Piràmide de població
La piràmide de població per edats i sexe el 2009 era:
| Homes | Edats   | Dones |
| ----- | ------- | ----- |
| 0     | 95 o +  | 0     |
| 0     | 90 a 94 | 16    |
| 8     | 85 a 89 | 8     |
| 4     | 80 a 84 | 4     |
| 8     | 75 a 79 | 20    |
| 20    | 70 a 74 | 20    |
| 16    | 65 a 69 | 28    |
| 20    | 60 a 64 | 36    |
| 12    | 55 a 59 | 16    |
| 4     | 50 a 54 | 16    |
| 12    | 45 a 49 | 12    |
| 12    | 40 a 44 | 0     |
| 12    | 35 a 39 | 20    |
| 8     | 30 a 34 | 12    |
| 8     | 25 a 29 | 4     |
| 12    | 20 a 24 | 4     |
| 0     | 15 a 19 | 12    |
| 12    | 10 a 14 | 12    |
| 12    | 5 a 9   | 8     |
| 4     | 0 a 4   | 8     |

## Economia
El 2007 la població en edat de treballar era de 239 persones, 173 eren actives i 66 eren inactives. De les 173 persones actives 165 estaven ocupades (89 homes i 76 dones) i 7 estaven aturades (3 homes i 4 dones). De les 66 persones inactives 36 estaven jubilades, 11 estaven estudiant i 19 estaven classificades com a «altres inactius».

### Ingressos
El 2009 a Genêts hi havia 229 unitats fiscals que integraven 425 persones, la mediana anual d'ingressos fiscals per persona era de 16.783 €.

### Activitats econòmiques
Dels 35 establiments que hi havia el 2007, 1 era d'una empresa alimentària, 2 d'empreses de construcció, 9 d'empreses de comerç i reparació d'automòbils, 1 d'una empresa de transport, 7 d'empreses d'hostatgeria i restauració, 5 d'empreses de serveis, 1 d'una entitat de l'administració pública i 9 d'empreses classificades com a «altres activitats de serveis».
Dels 7 establiments de servei als particulars que hi havia el 2009, 1 era una fusteria, 2 perruqueries i 4 restaurants.
Dels 2 establiments comercials que hi havia el 2009, 1 era una botiga de menys de 120 m² i 1 una botiga de congelats.
L'any 2000 a Genêts hi havia 28 explotacions agrícoles que ocupaven un total de 259 hectàrees.

## Poblacions més properes
El següent diagrama mostra les poblacions més properes.